# Vuolla
Vuolla ist eine finnische Death-Doom-Band aus Jyväskylä, die 2009 gegründet wurde.

## Geschichte
Die Band wurde im Januar 2009 gegründet. Später im Jahr wurde das Demo A Part of Us Will Never Leave This Place aufgenommen, wovon 100 Kopien verteilt wurden. 2010 schrieb die Gruppe an neuem Material. Nach ein paar Besetzungswechseln begab sich die Band im Herbst ins Studio, wo die EP At the Edge of the Mist aufgenommen wurde. Zur Veröffentlichung fand am 28. Januar 2011 ein Konzert in einem Nachtclub im Zentrum Jyväskyläs statt. Während des Songwriting-Prozesses im Verlauf des Jahres änderte sich die Besetzung erneut. 2012 schrieb die Gruppe weiter an neuem Material und testete ein paar Songs live. Nach einer Ruhephase im Sommer, begab sich die Band im September ins Studio. 2012 erschien daraufhin in Eigenveröffentlichung die Single Rivers in Me. Nachdem die Band 2015 einen Plattenvertrag bei Schwarzdorn Production unterzeichnet hatte, erschien hierüber im Juni 2016 das Debütalbum Blood. Stone. Sun. Down.

## Stil
Sven Lattemann von Metal.de schrieb in seiner Rezension zu Blood. Stone. Sun. Down., dass die Band durch Gruppen wie Katatonia, Shape of Despair und frühe Anathema beeinflusst wurde. In guten Momenten biete das Album melancholischen Doom Metal mit stimmungsvollen Keyboardklängen und Anleihen aus dem Post-Rock; in nicht so guten sei es eher gewöhnlicher Death Doom mit „gezwungener Verträumtheit“ und vorhersehbaren Strukturen. Björn Backes von Powermetal.de rezensierte das Album ebenfalls und merkte an, dass die Band „zwischen ganz alten LACUNA COIL-Epen, SWALLOW THE SUN-Melancholie und so manchem Ton, den auch PARADISE LOST vor zweieinhalb Dekaden mit Vorliebe herausgebracht hat“ schwanke, allerdings spiele die Gruppe viel langsamer. Insgesamt ordnete er das Album dem Epic Doom zu. Für Ricardo Campos von voicesfromthedarkside.de spielt die Band auf dem Album schweren, atmosphärischen und depressiven Metal, der langsam, sehr melodisch und teils minimalistisch sei. Der Gesang schwanke zwischen gutturalem, für Death Doom typischen und weiblichem Klargesang. Nur gelegentlich bewege sich die Gruppe jedoch in melodische Death-Doom-Gebiete. Manchmal arbeite die Gruppe auch Einflüsse aus der Rockmusik der 1970er Jahre ein. Insgesamt fühlte er sich an Tiamat, Amorphis und Anathema erinnert.

## Diskografie
- 2009: A Part of Us Will Never Leave This Place (Demo, Eigenveröffentlichung)
- 2011: At the Edge of the Mist (EP, Eigenveröffentlichung)
- 2012: Rivers in Me (Single, Eigenveröffentlichung)
- 2016: Blood. Stone. Sun. Down. (Album, Schwarzdorn Production)